# Saint-Menet

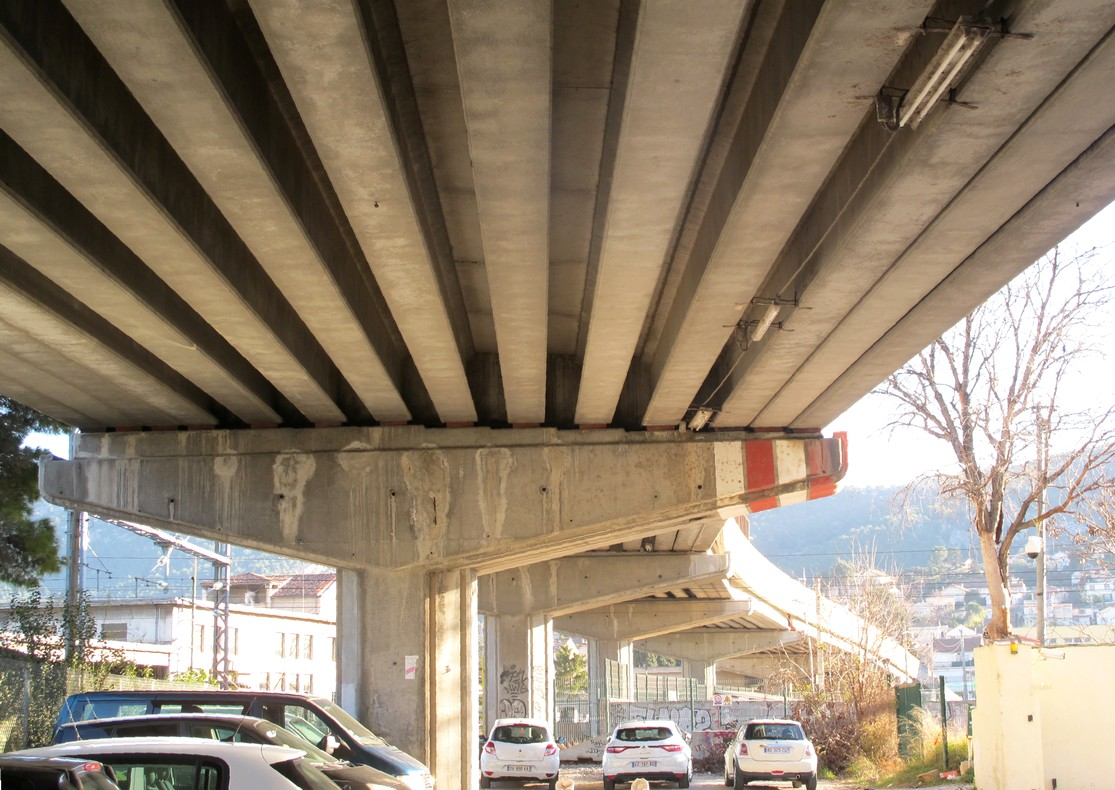

Saint-Menet est un quartier du 11e arrondissement de Marseille, traversé par l'autoroute-est de Marseille et longé par la voie ferrée Marseille-Aubagne.
On y trouve une ancienne usine Nestlé, reprise dans un premier temps par les salariés sous le nom Net Cacao puis par les groupes russes Dar et Uem sous le nom de La Chocolaterie de Provence en 2012, elle a cessé sa production en 2016; ainsi que le fameux "château de la Buzine".
Le château de Montgrand, moins connu, a servi à interner des étrangers jugés « indésirables » jusqu’en 1942. À l’ouverture du centre d’hébergement de Reillanne, 42 étrangers sont déplacés en Haute-Provence.